# Natação no Campeonato Europeu de Esportes Aquáticos de 2016 - 50 m peito feminino
A prova dos 50 metros peito feminino da natação no Campeonato Europeu de Esportes Aquáticos de 2016 ocorreu nos dias 20 e 21 de maio em Londres, no Reino Unido. 

## Calendário
| Fase          | Data       | Hora  |
| ------------- | ---------- | ----- |
| Eliminatórias | 20 de maio | 09:00 |
| Semifinal     | 20 de maio | 16:23 |
| Final         | 21 de maio | 16:12 |

Todos os horários estão no horário local (UTC+0)

## Recordes
Antes desta competição, os recordes eram os seguintes:
| Recorde mundial       | Rūta Meilutytė | 29.48 | Barcelona | 3 de agosto de 2013  |
| Recorde europeu       | Rūta Meilutytė | 29.48 | Barcelona | 3 de agosto de 2013  |
| Recorde do campeonato | Rūta Meilutytė | 29.88 | Berlim    | 23 de agosto de 2014 |

## Medalhistas
| Ouro                   | Prata                           | Bronze                |
| Jennie Johansson (SWE) | Hrafnhildur Lúthersdóttir (ISL) | Jenna Laukkanen (FIN) |

## Resultados

### Eliminatórias
Esses foram os resultados das eliminatórias. 
| Pos. | Bateria | Raia | Nadadora                  | Nacionalidade        | Tempo | Notas |
| ---- | ------- | ---- | ------------------------- | -------------------- | ----- | ----- |
| 1    | 5       | 4    | Jennie Johansson          | Suécia               | 30.75 | Q     |
| 2    | 3       | 3    | Hrafnhildur Lúthersdóttir | Islândia             | 30.94 | Q     |
| 3    | 3       | 5    | Jenna Laukkanen           | Finlândia            | 31.01 | Q     |
| 4    | 5       | 5    | Arianna Castiglioni       | Itália               | 31.02 | Q     |
| 5    | 3       | 4    | Mariya Liver              | Ucrânia              | 31.16 | Q     |
| 6    | 5       | 6    | Sophie Hansson            | Suécia               | 31.19 | Q     |
| 7    | 4       | 3    | Natalia Ivaneeva          | Rússia               | 31.22 | Q     |
| 8    | 5       | 3    | Martina Carraro           | Itália               | 31.27 | Q     |
| 9    | 5       | 2    | Petra Chocová             | Chéquia              | 31.41 | Q     |
| 10   | 4       | 2    | Veera Kivirinta           | Finlândia            | 31.42 | Q     |
| 11   | 4       | 5    | Fanny Lecluyse            | Bélgica              | 31.67 | Q     |
| 12   | 3       | 2    | Dominika Sztandera        | Polónia              | 31.68 | Q     |
| 13   | 3       | 8    | Martina Moravčíková       | Chéquia              | 31.70 | Q     |
| 14   | 4       | 6    | Fiona Doyle               | Irlanda              | 31.80 | Q     |
| 15   | 5       | 1    | Jessica Eriksson          | Suécia               | 31.82 |       |
| 16   | 5       | 7    | Amit Ivry                 | Israel               | 31.90 | Q     |
| 17   | 5       | 0    | Christina Nothdurfter     | Áustria              | 31.99 | Q     |
| 18   | 3       | 9    | Silja Kaensaekoski        | Finlândia            | 32.06 |       |
| 19   | 4       | 1    | Jessica Vall              | Espanha              | 32.14 |       |
| 20   | 4       | 0    | Vilma Ekström             | Suécia               | 32.21 |       |
| 21   | 5       | 9    | Ana Rodrigues             | Portugal             | 32.27 |       |
| 22   | 5       | 8    | Alina Zmushka             | Bielorrússia         | 32.34 |       |
| 23   | 2       | 5    | Andrea Podmaníková        | Eslováquia           | 32.49 |       |
| 24   | 2       | 6    | Maria Romanjuk            | Estónia              | 32.52 |       |
| 25   | 4       | 7    | Tjaša Vozel               | Eslovênia            | 32.54 |       |
| 26   | 3       | 6    | Ilaria Scarcella          | Itália               | 32.55 |       |
| 27   | 3       | 7    | Katie Matts               | Reino Unido          | 32.63 |       |
| 28   | 3       | 0    | Lena Kreundl              | Áustria              | 32.65 |       |
| 29   | 4       | 9    | Sycerika McMahon          | Irlanda              | 32.78 |       |
| 30   | 2       | 3    | Lucia Ledererová          | Eslováquia           | 32.87 |       |
| 31   | 2       | 7    | Maria Harutjunjan         | Estónia              | 32.88 |       |
| 31   | 2       | 8    | Ariel Braathen            | Noruega              | 32.88 |       |
| 33   | 2       | 0    | Molly Renshaw             | Reino Unido          | 32.91 |       |
| 34   | 2       | 2    | Karleen Kersa             | Estónia              | 33.05 |       |
| 35   | 2       | 1    | Lisa Mamie                | Suíça                | 33.24 |       |
| 36   | 3       | 1    | Lisa Fissneider           | Itália               | 33.48 |       |
| 37   | 1       | 5    | Emina Pasukan             | Bósnia e Herzegovina | 33.51 |       |
| 38   | 1       | 3    | Monika Štěpánová          | Chéquia              | 33.55 |       |
| 39   | 1       | 4    | Stina Colleou             | Noruega              | 33.59 |       |
| 40   | 2       | 9    | Alina Bulmag              | Moldávia             | 33.65 |       |
| 41   | 2       | 4    | Dalma Sebestyén           | Hungria              | DSQ   |       |
| 41   | 4       | 4    | Viktoriya Zeynep Güneş    | Turquia              | DNS   |       |
| 41   | 4       | 8    | Fanny Deberghes           | França               | DNS   |       |

### Semifinal
Esses foram os resultados das semifinais. Uma prova extra foi realizada para a determinação do último classificado a final.
Semifinal 1
| Pos. | Raia | Nadadora                  | Nacionalidade | Tempo | Notas     |
| ---- | ---- | ------------------------- | ------------- | ----- | --------- |
| 1    | 4    | Hrafnhildur Lúthersdóttir | Islândia      | 30.83 | Q         |
| 2    | 3    | Sophie Hansson            | Suécia        | 30.95 | Q         |
| 3    | 2    | Veera Kivirinta           | Finlândia     | 30.98 | Q         |
| 4    | 6    | Martina Carraro           | Itália        | 31.14 | Desempate |
| 5    | 5    | Arianna Castiglioni       | Itália        | 31.16 |           |
| 6    | 1    | Fiona Doyle               | Irlanda       | 31.66 |           |
| 7    | 7    | Dominika Sztandera        | Polónia       | 31.71 |           |
| 8    | 8    | Christina Nothdurfter     | Áustria       | 32.04 |           |

Semifinal 2
| Pos. | Raia | Nadadora            | Nacionalidade | Tempo | Notas     |
| ---- | ---- | ------------------- | ------------- | ----- | --------- |
| 1    | 4    | Jennie Johansson    | Suécia        | 30.74 | Q         |
| 2    | 5    | Jenna Laukkanen     | Finlândia     | 30.81 | Q         |
| 3    | 3    | Mariya Liver        | Ucrânia       | 30.90 | Q         |
| 4    | 2    | Petra Chocová       | Chéquia       | 31.13 | Q         |
| 5    | 6    | Natalia Ivaneeva    | Rússia        | 31.14 | Desempate |
| 6    | 7    | Fanny Lecluyse      | Bélgica       | 31.50 |           |
| 7    | 1    | Martina Moravčíková | Chéquia       | 31.66 |           |
| 8    | 8    | Amit Ivry           | Israel        | 31.94 |           |

Desempate
| Pos. | Raia | Nadadora         | Nacionalidade | Tempo | Notas |
| ---- | ---- | ---------------- | ------------- | ----- | ----- |
| 1    | 5    | Natalia Ivaneeva | Rússia        | 30.95 | Q     |
| 2    | 4    | Martina Carraro  | Itália        | 31.00 |       |

### Final
Esse foi o resultado da final. 
| Pos.              | Raia | Nadadora                  | Nacionalidade | Tempo | Notas |
| ----------------- | ---- | ------------------------- | ------------- | ----- | ----- |
| Medalha de ouro   | 4    | Jennie Johansson          | Suécia        | 30.81 |       |
| Medalha de prata  | 3    | Hrafnhildur Lúthersdóttir | Islândia      | 30.91 |       |
| Medalha de bronze | 5    | Jenna Laukkanen           | Finlândia     | 30.95 |       |
| 4                 | 6    | Mariya Liver              | Ucrânia       | 30.99 |       |
| 5                 | 7    | Veera Kivirinta           | Finlândia     | 31.12 |       |
| 6                 | 2    | Sophie Hansson            | Suécia        | 31.13 |       |
| 7                 | 8    | Natalia Ivaneeva          | Rússia        | 31.18 |       |
| 8                 | 1    | Petra Chocová             | Chéquia       | 31.63 |       |

Legenda
| Recorde mundial       | Recorde mundial (World record)               |                       | Recorde africano                      | Recorde africano (African) |                                           | Q | Classificado por posição (Qualified) |
| Recorde do campeonato | Recorde do campeonato (Championship record)  | Recorde da América    | Recorde da América (Americas)         | q                          | Classificado por melhor tempo (Qualified) |   |                                      |
| Melhor marca do ano   | Melhor marca do ano (World leading)          | Recorde asiático      | Recorde asiático (Asian)              | DNS                        | Não largou (Did not start)                |   |                                      |
| Recorde nacional      | Recorde nacional (National record)           | Recorde europeu       | Recorde europeu (European)            | DNF                        | Não terminou (Did not finish)             |   |                                      |
| Recorde pessoal       | Recorde pessoal do atleta (Personal best)    | Recorde da Oceania    | Recorde da Oceania (Oceania)          | DSQ / DQ                   | Desclassificado (Disqualified)            |   |                                      |
| Recorde da temporada  | Recorde da temporada do atleta (Season best) | Recorde sul-americano | Recorde sul-americano (South America) | NM                         | Sem marca (No mark)                       |   |                                      |